# Abbaye de Cambron (bière)
L'Abbaye de Cambron est une  bière d'abbaye belge produite par la brasserie de Cambron située à l'emplacement de l'ancienne abbaye cistercienne de Cambron au sein du parc récréatif Pairi Daiza dans la commune de Brugelette.

## Histoire
La trace d'une brasserie sur le site de l'abbaye remonterait à 1677. La source Saint-Bernard toute proche produit une eau d'une grande pureté. 
Après avoir été produite par la brasserie de Silly depuis 1977, la bière Abbaye de Cambron est brassée depuis 2013 sur le site de l'abbaye selon une recette ancestrale et avec les mêmes matières premières et levures qu’à l’époque et en collaboration avec la brasserie Dubuisson. La brasserie a été reconstruite sur ses propres ruines, dans le cadre et avec les matériaux de l’époque cistercienne : briques en terre cuite moulées à la main, moellons en pierre bleue, ardoises naturelles.

## Bières
Il existe actuellement quatre bières d'abbaye brassées et commercialisées exclusivement sur le site de Pairi Daiza : l'Abbaye de Cambron Blonde, qui titre 5,5 % d'alcool, l'Abbaye de Cambron Brune, titrant 7,5 % d'alcool, l'Abbaye de Cambron Blanche et l'Abbaye de Cambron Cerise. 